# 藤目功治
藤目 功治（ふじめ こうじ、1950年10月14日 - ）は、香川県出身の元プロ野球選手。ポジションは投手。

## 来歴・人物
香川県立津田高等学校を卒業後、1968年のドラフトで南海ホークスから11位で指名され入団。
一年目からオープン戦に出場するが、一軍公式戦に出場することはなく、退団した。

## 詳細情報

### 年度別投手成績
- 一軍公式戦出場無し

### 背番号
- 52 （1969年 - 1971年）